# Girls' Generation (álbum)
Girls' Generation (Coreano: 소녀시대; RR: Sonyeo Sidae) é o álbum de estreia autointitulado do girl group sul coreano Girls' Generation, lançado pela SM Entertainment em 1° de novembro de 2007. Gravado em coreano com poucos trechos em inglês, Girls' Generation é um álbum pop com influências bubblegum pop. Gerou três singles: "Into the New World" em agosto de 2007 como single de estreia do grupo, a faixa-título promovida simultaneamente com o álbum, e "Kissing You" em janeiro de 2008.
Após seu lançamento, Girls' Generation foi o segundo álbum mais vendido em novembro de 2007 na Coreia do Sul, vendendo mais de 49.400 cópias, posteriormente tornando-se o 12º álbum mais vendido do ano no país, com mais 56.800 unidades vendidas. Um relançamento intitulado Baby Baby, acompanhado do single de mesmo nome, foi lançado em 13 de março de 2008.
A turnê Girls' Generation Asia Tour Into the New World, iniciada em 19 de dezembro de 2009 no Olympic Fencing Gymnasium, Seoul, Coreia do Sul e finalizada em 17 de outubro de 2010, Taipei Arena, Taipei, Taiwan, foi utilizada para promover o álbum, ao lado da divulgação realizada em vários programas musicais antes da turnê.

## Singles
"Into the New World" foi inicialmente lançada como single de estreia de Girls' Generation, em 2 de agosto de 2007. O grupo começou a divulgação da canção no programa musical The Music Trend, da SBS, em 5 de agosto, e, eventualmente, atingiu a primeira posição do M! Countdown da Mnet em 11 de outubro.
O segundo single, "Girls' Generation", escrita e produzida por Lee Seung-Chul e Song Jae Jun, foi lançado em 1° de novembro de 2007. A canção foi originalmente lançada por Lee Seung-Chul na década de 1980. A cantor original posteriormente apareceu no M! Countdown da km, junto ao grupo, para performar a canção.
No início de 2008, Girls' Generation iniciou a divulgação de seu terceiro single, "Kissing You". A canção rendeu ao grupo sua primeira vitória nas paradas sul-coreanas, após atingir a primeira posição da parada musical de fevereiro do Music Bank da KBS.[carece de fontes?] A canção também atingiu a primeira posição em três grandes rankings de programas musicais de TV: Inkigayo da SBS, M! Countdown da Mnet e Music Bank da KBS.
O quarto single, "Baby Baby", foi lançada em 17 de março de 2008. Foi o primeiro single do relançamento de mesmo nome. O clipe da canção contém cenas dos bastidores das gravações do clipe de "Girls' Generation", e filmagens dos membros trabalhando em seu álbum de estreia.

## Desempenho comercial
Durante seu primeiro mês de lançamento, o álbum vendeu 49.438 cópias e foi o segundo álbum mais vendido de novembro de 2007 na Coreia do Sul, ficando atrás apenas de Don't Don de Super Junior. O álbum vendeu um total de 56.804 cópias em 2007, tornando-se o 12º álbum mais vendido do ano no país. O álbum ultrapassou a marca de 100.000 cópias vendidas em março de 2008, fazendo de Girls' Generation o primeiro girl-group, em seis anos, a alcançar tal feito, desde S.E.S.
Em setembro de 2008, as vendas totais do álbum combinadas com o relançamento, Baby Baby, haviam ultrapassado 126.269 unidades.

## Lista de faixas
| Girls' Generation |                           |                      |                |         |  |
| N.º               | Título                    | Letras               | Produtor(es)   | Duração |  |
| 1.                | "Girls' Generation"       | Lee Seung-chul       | Kenzie         | 3:50    |  |
| 2.                | "Ooh La-La!"              | Yoon Hyo-sang        | Ahn Ik-Soo     | 3:54    |  |
| 3.                | "Baby Baby"               | ko                   | ko             | 3:11    |  |
| 4.                | "Complete"                | Jo Yoon-kyung        | Hong-seok      | 3:56    |  |
| 5.                | "Kissing You"             | LeeOn Kwon Yoon-jung | LeeOn          | 3:18    |  |
| 6.                | "Merry-Go-Round"          | ko                   | Kenzie         | 3:14    |  |
| 7.                | "Tears"                   | Kim Seok-hyun        | Park Ki-wan    | 3:52    |  |
| 8.                | "Tinkerbell"              | Jo Yoon-kyung        | Kenzie         | 2:56    |  |
| 9.                | "7989" (Kangta & Taeyeon) | Kangta               | Kangta         | 3:31    |  |
| 10.               | "Honey" (Perfect for You) | Kwon Yoon-jung       | Kenzie         | 3:15    |  |
| 11.               | "Into the New World"      | ko                   | Kenzie         | 4:25    |  |
| Duração total:    | Duração total:            | Duração total:       | Duração total: | 39:22   |  |

| Baby Baby – Relançamento (faixas bônus) |                                                |                      |              |         |  |
| N.º                                     | Título                                         | Letras               | Produtor(es) | Duração |  |
| 12.                                     | "Kissing You" (Skool Rock Remix)               | Kwon Yoon-jung LeeOn | LeeOn        | 3:05    |  |
| 13.                                     | "Let's Go Girls' Generation!! (Long Version)"  |                      |              | 9:47    |  |
| 14.                                     | "Let's Go Girls' Generation!! (Short Version)" |                      |              | 6:18    |  |

## Equipe e colaboradores
Créditos de Girls Generation são adaptados do AllMusic.
- Girls' Generation – artista primário
- K Strings – performer, cordas
- Sam Lee – guitarras

## Tabelas musicais

### Tabelas semanais
| Tabelas musicais (2010)                     | Melhor posição |
| ------------------------------------------- | -------------- |
| Coreia do Sul (Gaon)                        | 16             |
| Coreia do Sul (Gaon) relançamento Baby Baby | 11             |

### Tabelas mensais
| Tabelas musicais (2007) | Melhor posição |
| ----------------------- | -------------- |
| Coreia do Sul (MIAK)    | 2              |

| Tabelas musicais (2008) | Melhor posição |
| ----------------------- | -------------- |
| Coreia do Sul (MIAK)    | 1              |

### Tabelas de fim de ano
| Tabelas musicais (2007) | Melhor posição |
| ----------------------- | -------------- |
| Coreia do Sul (MIAK)    | 12             |

| Tabelas musicais (2010)                     | Melhor posição |
| ------------------------------------------- | -------------- |
| Coreia do Sul (Gaon)                        | 61             |
| Coreia do Sul (Gaon) relançamento Baby Baby | 54             |

## Histórico de lançamento
| Versão            | País          | Data                   | Gravadora        | Formato      |
| ----------------- | ------------- | ---------------------- | ---------------- | ------------ |
| Girls' Generation | Coreia do Sul | 1ª de novembro de 2007 | SM Entertainment | CD, cassette |
| Girls' Generation | Taiwan        | 30 de novembro de 2007 | Avex Asian       | CD           |
| Baby Baby         | Coreia do Sul | 13 de março de 2008    | SM Entertainment | CD, DVD      |
| Baby Baby         | Taiwan        | 2 de maio de 2008      | Avex Asian       | CD, DVD      |